# トマス・ゲイジ
サー・トマス・ゲイジ（英: Sir Thomas Gage, 1719年 - 1787年4月2日）は、イギリスの将軍。1763年から1775年まで、特にアメリカ独立戦争の初期に北アメリカの最高司令官であった。

## 生涯

### 青年時代
1719年、サセックス州ファールで、初代ゲイジ子爵の次男として生まれた。1728年、高名なウエストミンスター・スクールに通い、そこでジョン・バーゴイン、リチャード・ハウ、フランシス・バーナード、およびジョージ・ジャーメインと知り合った。そこを卒業すると、まず少尉でイギリス軍に入り、続いて1741年1月30日にノーザンプトン連隊の中尉を購入した。1742年、バッテローの歩兵連隊に転属され上級中尉となった。
1743年には大尉に昇進し、フォンテノアの戦いとカロドン・ミュアの戦いでアルベマール伯ウィリアム・ヴァン・ケッペルの副官となった。1747年から1748年、ゲイジはオランダでの作戦に従軍し、1758年少佐の位を購入した。1751年3月に第55歩兵連隊に転属となり、中佐に昇格した。

### フレンチ・インディアン戦争
1754年、ゲイジはアメリカに転属となり、フレンチ・インディアン戦争では、アメリカのエドワード・ブラドック将軍の遠征に従軍した。この遠征隊には、将来の敵となるジョージ・ワシントンやホレイショ・ゲイツも加わっていた。1755年7月、第44連隊の指揮官ピーター・ハルケット大佐がモノンガヘラの戦いで撃たれて戦死した。ゲイジが連隊の指揮を執り、戦闘中に軽傷を負った。連隊はバラバラになり、ゲイジが取ったまずい野戦戦術で敗北につながったことをブラドックの副官であったロバート・オーム大尉が告発した。オームは翌年その任務から降りたが、オームの告発で、ゲイジは永久に第44連隊の指揮を執れなくなった。

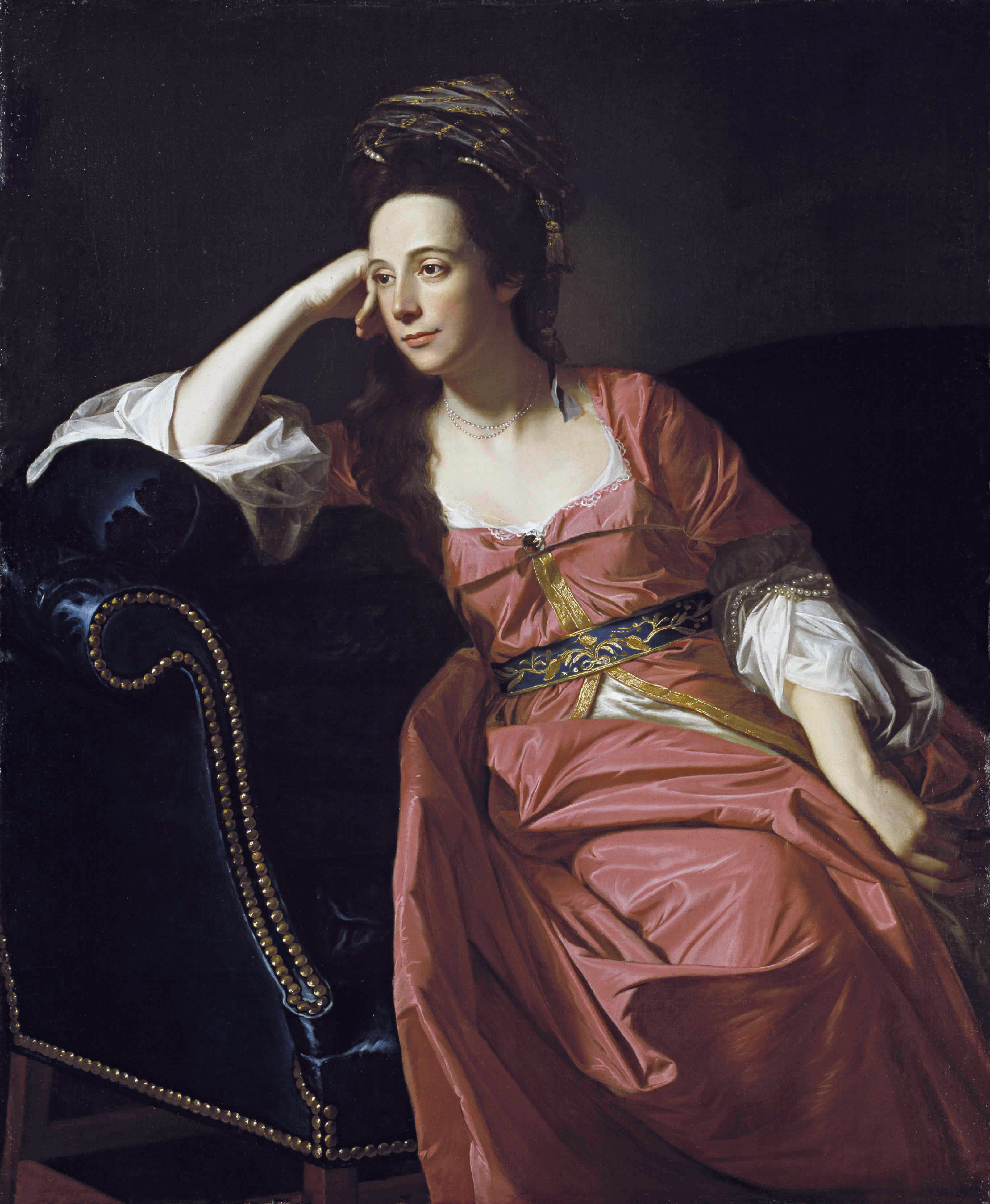
マーガレット・ケンブル・ゲイジ

1756年、ゲイジは失敗に終わったモホーク川の遠征に第二指揮官として加わった。翌年、ノバスコシアのハリファックスの総司令官ジョン・キャンベルのもとに行き、ゲイジは第80連隊の指揮を任され、大佐に昇進した。1758年ゲイジはタイコンデロガ砦の戦いでまた失敗し傷を負った。この損失にも拘わらず、ゲイジは准将に昇進した（これはゲイジの兄ウィリアム・ホール・ゲイジの政治的な操作によっている）。ゲイジは自隊へ地元の者を徴兵する間に、ニュージャージーのブランズウィック出身のマーガレット・ケンブルと出会った。ケンブルはニューヨーク市長ステファナス・ファン・コートラントの孫であり、ウエストミンスター・スクール時代のゲイジの友人でその時はニュージャージー議会に勤めていた者の娘であった。二人は1758年に結婚し、1761年に長男、ヘンリー・ゲージが生まれた。
新将軍となったゲイジはオールバニー部隊の指揮に就き、ジェフリー・アマースト少将に仕えた。1759年、ゲイジはアマーストの命令でフランス軍に対する攻撃を行い、ラ・プレゼンタシオン砦を攻略し、続いてモントリオールを占拠するように言われた。ゲイジはアマーストに反対し、ゲイジの部隊はナイアガラ砦とオスウェルゴ砦の援軍に向かい、アマースト自身がモントリオール攻撃に向かうよう提案した。ゲイジはアマーストの不快を買い、1760年にアマースト自身がモントリオール攻撃の準備ができるまで、オールバニー砦の守備隊に配属された（実際にはゲージはアマーストの後衛を務めた）。

### 総督
フランス軍が降伏すると、ゲージはモントリオールの総督に指名された。1761年、ゲイジは少将に昇進し、第22連隊の指揮官となった。1763年8月にアマーストがイギリスに戻ると、ゲイジはアメリカのイギリス軍指揮官となった。イギリスはフランスと停戦したが、ゲイジは西部辺境で進行していた北米インディアンの反乱に直面することになった。
1763年5月、オタワ族のポンティアック酋長がデトロイト砦を攻め、ポンティアック戦争と言われるものの最初の戦いとなった。ゲイジは、外交的に事態を収拾しようと考え、ジョン・ブラッドストリート大佐とヘンリー・ブーケット大佐に遠征隊を任せ、一方でウィリアム・ジョンソン卿に和平交渉を行わせた。ブーケット大佐が1764年10月に名ばかりの休戦にこぎつけた。そのときでも、ゲイジはオタワ族が奪取した9つの砦の中2つしか取り返せなかった。1765年、ゲイジはキャベンディッシュ砦を取り返したことで、第42英国陸軍スコットランド高地連隊の指揮を執ることになった。
ゲイジは西部、南部、北部の3つの辺境を統括することとなった。同じ年の夏、ゲイジはポンティアックに使者を送るようジョンソンに命じた。このときはまだ紛争が解決していなかったが、ポンティアック自身がオンタリオ砦まで出向き、1766年7月にジョンソンと正式に条約に調印した。
ゲイジは辺境から軍隊を引き揚げ、ニューヨーク市やボストン市のような大都市の防御に向けた。都市に駐在する兵士が増えるにつれて、食料や宿舎の手当てが緊急の課題となった。イギリス議会は1765年の宿舎法を可決し、イギリス兵が民間住宅に宿泊することを認めた。1768年、ゲイジ自身がボストンに出かけて6週間を過ごし、新しい兵士の宿舎の手配をした。ボストンでの軍隊の駐留が結果として1770年のボストン虐殺事件を引き起こすことになった。この年の夏、ゲイジは中将に昇進した。
1773年6月、ゲイジは家族を連れてイギリスに戻ったので、その後の12月に起こったボストン茶会事件の時は現地にいなかった。この紛争の結果、植民地の者達が投棄した茶の葉1枚までも補償できるまで、イギリス軍がボストン港を封鎖することになった。
当時、マサチューセッツの知事トマス・ハッチンソンは62歳、副知事のアンドリュー・オリバーは67歳であった。ゲイジは50歳代前半であり、軍隊経験も豊富なので、この危機を乗り切るには自身が最適だと思っていた。1774年5月、ゲイジは文民知事に替わり、マサチューセッツの戒厳司令官に指名された。その地位でゲイジはボストン港封鎖法を実効に移せるものと見なされていた。ゲイジは戦争遂行に必要な物資の押収を厳格に進めた。
1774年9月、ゲイジはマサチューセッツのサマービルで火薬の押収作業を行った。ゲイジはこの作戦には成功したが、他の捜索は失敗した。このことはポール・リビアや自由の息子達の裏工作によっていた。自由の息子達はこの後もゲイジの行動を注意深く監視し、ゲイジが捜索の手を伸ばす前に先回りして警告を発して回った。
自由の息子達をのさばらせてしまったので、ゲイジは内部からも批判された。彼の部下の士官であるヒュー・パーシーは、「将軍の慈悲深さと穏健なやり方ではやつら（アメリカ人）を大胆にも横柄にもしてしまう」と指摘した。ゲイジは、「もし軍隊を使えば、かなりの兵士を必要とし、外国の兵を雇わねばならなくなる。小数でやれば反攻を助長するばかりで脅しにはならない。結局血と金で購わねばならなくなる」と記した。ゲイジはイギリス政府に「イギリス人は他のイギリス人を奴隷にするには向いていない民族である」と告げて、議会との摩擦を作ってしまった。

### アメリカ独立戦争
ゲイジは軍政府長官として植民地の政治的な指導者サミュエル・アダムズとジョン・ハンコックを反逆罪で逮捕するよう命じた。ハンコックとアダムズはゲイジの追っ手からのがれ、レキシントンに隠れた。さらに植民地民兵の大多数が反乱側に付き、武器、弾薬などの軍需物資をコンコードに集め始めた。1775年4月18日、ゲイジはエリート部隊である擲弾兵中隊から200名の正規兵を集め、ボストンからレキシントンとコンコードに進軍するよう命じた。
レキシントン・コンコードの戦いの結果は、イギリス軍の損害273名、アメリカ反逆者の損害95名になった。イギリス軍は民兵を町から追い出したが、ボストンに戻る途中で集まっていた非正規兵に待ち伏せされた。ハンコックとアダムズはこの時も追及を逃れ、戦闘が終わると、ゲイジはハンコックとアダムズを例外としてイギリス王室に対する忠誠を表明したものには恩赦を与えると宣言した。
ゲイジは妻のマーガレットが生まれ付いての植民地人であり、反逆者たちに同情を抱いているのではないかと疑い始めた。マーガレットがゲイジの信頼を裏切り愛国者達の指導者ジョセフ・ウォーレンに通じていると信じ込んだゲイジは、マーガレットに船でイギリスに戻るよう命じた。
レキシントンの後は、アメリカの反逆者達がイギリス兵をボストンまで押し戻し、町がある半島の付け根を占拠した。これがボストン包囲戦の始まりである。当初はアートマス・ウォード将軍が指揮を執り、6,000名から8,000名の反逆者軍が、びんの底に入ったゲイジ将軍のイギリス正規兵4,000名と向かい合った。サミュエル・グレイブス提督の率いるイギリス艦隊はボストン港の支配を続けていた。5月25日、ゲイジのもとに4,500名の援兵と3人の将軍、ウィリアム・ハウ、ジョン・バーゴイン、ヘンリー・クリントン各少将がイギリスから到着した。
ゲイジは3人の将軍達と包囲軍の囲みを破る作戦を練り始めた。その作戦は水陸両面から強襲してドーチェスター高地にいる植民地軍を追い出すか、あるいは植民地軍の本営のあるケンブリッジを奪うというものだった。この作戦を阻止するために、ウォード将軍はイズラエル・パットナム将軍に命じてバンカーヒルを要塞化することにした。6月17日、ハウ将軍の指揮するイギリス軍がバンカーヒルの戦いの結果、チャールズタウン半島を占拠した。この時の目的は達したが、半島の付け根は抑えられたままであったので、事態を打開するまでには至らなかった。ゲイジは「高価な勝利だ、こんなことを繰り返したら我々の破滅だ」と言ったという。イギリス軍の損害は大きく、このときから包囲戦は基本的に手詰まりとなった。

### イギリスへの帰国
10月10日、ゲイジはイギリス本国から呼び戻された。ハウ少将がゲイジに替わってアメリカのイギリス軍総司令官となった。ゲイジが内閣に提出した報告書では以前からの彼の警告を繰り返している。「大軍隊もいつかはその数を減らしてしまう。外国人部隊を雇うことをお勧めする」。1776年4月、イギリスのアメリカ植民地担当大臣ジョージ・ジャーメインが正式に指揮官をゲイジからハウに変えることを決めた。
ゲイジは1781年に公務に復帰した。アマーストがゲイジを指名して軍隊を動員しフランスからの侵略の可能性に備えた。翌年ゲイジは第17軽竜騎兵連隊を指揮した。ゲイジは1782年11月20日に大将に任命され、その後に第11竜騎兵連隊の指揮を執った。1787年4月2日、ポルトランド島で死去。妻は彼の死後37年間生存した。ゲイジの後を継いだトマス・ゲイジは植物学の世界で名を残した。